# Powiat Iruma
Powiat Iruma (jap. 入間郡 Iruma-gun) – powiat w Japonii, w prefekturze Saitama. W 2024 roku liczył 82 907 mieszkańców.

## Miejscowości
- Miyoshi
- Moroyama
- Ogose